# (6038) 1989 EQ
(6038) 1989 EQ (1989 EQ, 1981 QX3) — астероїд головного поясу. Відкритий 4 березня 1989 року Робертом Макнотом.
Тіссеранів параметр щодо Юпітера — 3,193.